# Consouling Sounds
Consouling Sounds (häufig auch ConSouling Sounds geschrieben) ist ein 2008 gegründetes belgisches Independent-Label.

## Geschichte
Mike Keirsbilck gründete Consouling Sounds 2008 gemeinsam mit einem Freund. 2014 schied Keirsbilcks Partner aus, da dieser das Label lediglich als Hobby betreiben wollte und die Betreuung von Consouling Sounds sich zunehmend zu einer Vollzeittätigkeit entwickelt hatte. An die Stelle des Partners trat daraufhin Keirsbilcks Ehefrau Nele Keirsbilcks. Seither betreibt das Paar das Geschäft gemeinschaftlich.
Die ersten Veröffentlichungen des Labels erschienen als selbst gebrannte und finanzierte CDr. Mit dem Erlös produzierte das Label noch im Jahr der Gründung mit Nadjas The Bungled & The Botched die erste professionelle Veröffentlichung von Consouling Sounds. In den Nachfolgenden Jahren etablierte sich das Laben zunehmend als Vertrieb für Gruppen des Drone Doom, des Post-Metal sowie der elektronischen Musik. Zu den Künstlern die seither über Consouling Sounds veröffentlichten gehören neben Nadja bekannte Interpreten wie Amenra, Aidan Baker, Methadrone oder Ortega. Ein enges Verhältnis pflegt Keirsbilck zu dem um Amenra entstandenen Künstlerkollektiv Church of Ra.

## Subunternehmen und Geschäftsräume

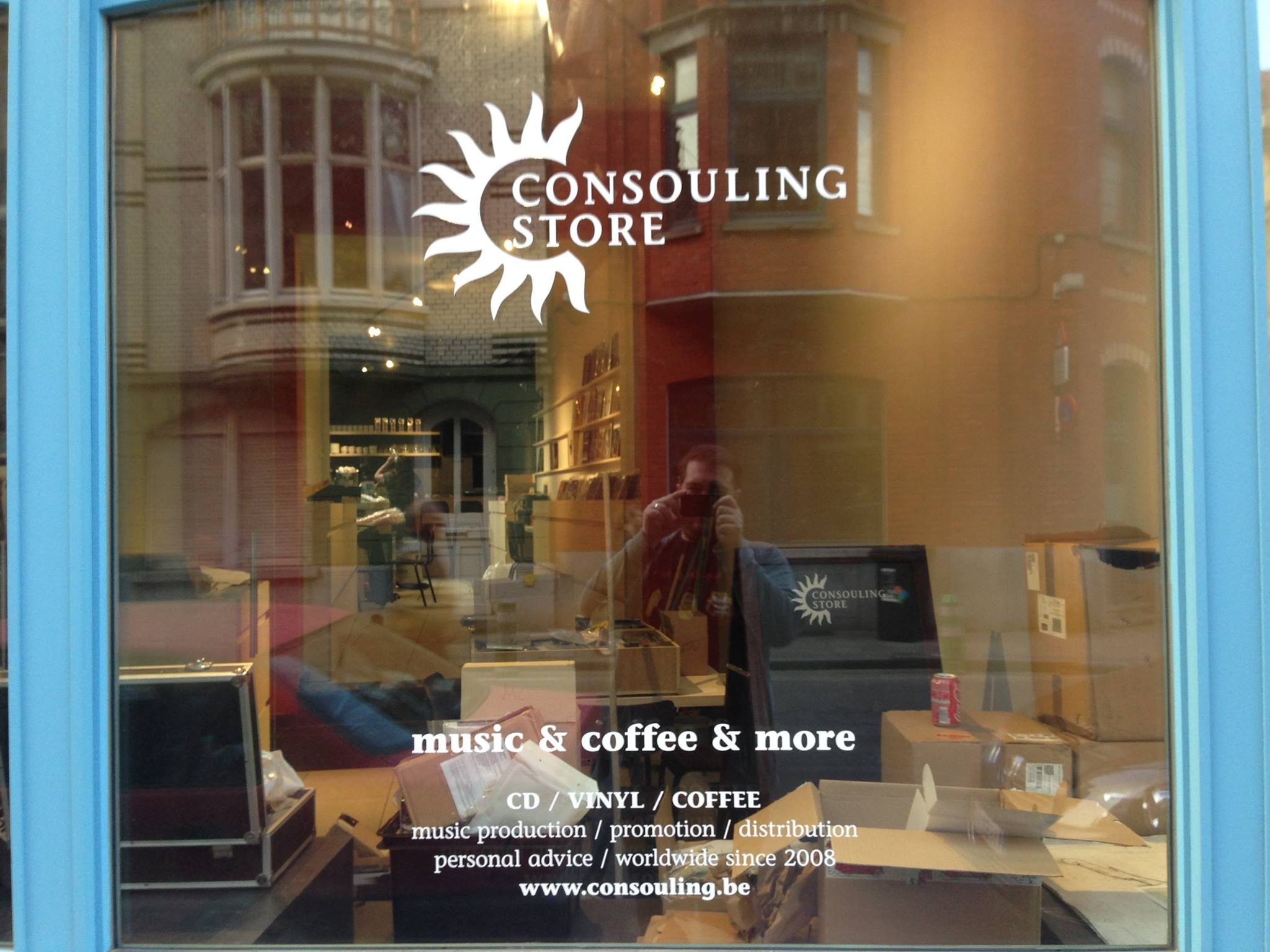
Schaufenster des Consouling Store in Gent

In den folgenden Jahren verbreitetere Counsouling Sounds das Geschäft, eröffnete 2014 mit dem Consouling Store ein zugehöriges Plattengeschäft in Gent und gründete mit 9000 Records 2015 und Circuits 2018 zwei Sublabel, die sich vermehrt der elektronischen Musik (Circuits) beziehungsweise dem Indie-Rock (9000 Records) verpflichteten. Hinzukommend besteht mit der Consouling Agency ein Subunternehmen, welches Künstlern den Selbstverlag ermöglicht.

## Künstler (Auswahl)
- Amenra
- An Autumn for Crippled Children
- Aidan Baker
- Empusae
- Gnaw Their Tounges
- Methadrone
- Nadja
- Ortega
- Wiegedood